# Tricyphona johnsoni
Tricyphona (Tricyphona) johnsoni là một loài ruồi trong họ Pediciidae. Chúng phân bố ở vùng sinh thái Nearctic.